# Orion Air
Orion Air es una aerolínea con base en las Seychelles.

## Códigos
- Código ICAO: ORI
- Callsign: ORION AIR

- Datos: Q5809412
- Multimedia: Orion Air / Q5809412